# Arthur 2 : Dans la dèche
Pour les articles homonymes, voir Arthur.
Série
Arthur
(1981)
Pour plus de détails, voir Fiche technique et Distribution.
Arthur 2 : Dans la dèche (Arthur 2: On the Rocks) est un film de Bud Yorkin,sorti en 1988, d'après les personnages du film Arthur sorti en 1981. Les acteurs principaux Dudley Moore et Liza Minnelli ont repris leurs rôles. John Gielgud, qui a remporté un Academy Award pour son rôle dans le film original, réapparaît brièvement dans une hallucination ivre de la part d'Arthur.
Le film a pour personnage Kathy Bates une femme qui aide Arthur et Linda à adopter un bébé. Stephen Elliott reprend son rôle du premier film, mais sa fille, Jill Eikenberry à l'origine, est maintenant jouée par Cynthia Sikes.
Burt Bacharach revient pour la bande originale qui comprend également des chansons d'artistes populaires, notamment Orchestral Manoeuvres in the Dark et Kylie Minogue.
Le film a reçu des critiques négatives.

## Synopsis
Arthur Bach (Dudley Moore) est toujours riche et boit toujours trop, mais lui et Linda (Liza Minnelli) sont maintenant heureusement mariés. La seule chose qui manque dans leur vie est un enfant. En quête de vengeance, le milliardaire Burt Johnson (Stephen Elliott), le père de Susan Johnson (Cynthia Sikes), la femme riche qu'il a balancée à l'autel, prend le contrôle de son héritage, le laissant fauché et sans abri. Susan veut qu'il revienne et est prête à rompre son mariage si c'est ce qu'il faut.
Arthur essaie de se dégriser pour saisir l'occasion et trouver un emploi, sachant que sa situation financière pourrait ruiner toute chance que lui et Linda ont d'adopter un bébé. Elle assure un représentant de l'agence d'adoption que, malgré sa consommation d'alcool, il ferait un bon père. Grâce à un plan élaboré, il complote pour se venger des Johnson et récupérer son argent. En fin de compte, non seulement il est capable de récupérer son argent et d'adopter un enfant, mais Linda découvre qu'elle est enceinte.

## Distribution
- Dudley Moore (VQ : Vincent Davy) : Arthur Bach
- Liza Minnelli (VQ : Claudine Chatel) : Linda Marolla Bach
- John Gielgud (VQ : Jean-Paul Dugas) : Hobson
- Geraldine Fitzgerald (VQ : Yolande Roy) : Martha Bach
- Kathy Bates (VQ : Mireille Thibault) : Mme. Canby
- Paul Benedict (VQ : Claude Préfontaine) : Fairchild
- Stephen Elliott (acteur) (VQ : Jean Brousseau) : Burt Johnson
- Cynthia Sikes (VQ : Monique Bélisle) : Susan Johnson
- Thomas Barbour (VQ : Robert Rivard) : Stanford Bach
- Joseph Leon (VQ : Marcel Cabay) : Hank
- Barney Martin (VQ : Ronald France) : Ralph Marolla

## Réception

### Réception critique
Le film a reçu des critiques généralement négatives de la part des critiques et détient une note de Rotten Tomatoes de 13 % sur la base de 23 critiques. The Washington Post  a estimé que « le résultat est à peu près aussi drôle que le sort d'un alcoolique ».
Liza Minnelli a remporté le Golden Raspberry Awards pour « la pire actrice » de l'année, en jouant dans le film ainsi que Rent-a-Cop.[réf. souhaitée]

### Box office
Le film n'a pas été un succès au box-office ; il a rapporté 14,7 millions de dollars de ventes de billets américains, contre 95,5 millions de dollars pour le film original.